# Infestation (jeu vidéo, 2000)
Pour les articles homonymes, voir Infestation.
Infestation est un jeu vidéo de combat motorisé développé par Frontier Developments et édité par Ubisoft, sorti en 2000 sur Windows et PlayStation.

## Accueil
- Gamekult : 4/10[1]